# Heinrich Kirschner
Heinrich Kirschner (* 1938; † 6. Februar 1997 in Bonn) war ein deutscher Rechtswissenschaftler und Richter am Europäischen Gericht erster Instanz.

## Biographie
Nach dem Abschluss der Juristenausbildung war Kirschner zunächst Richter des Landes Nordrhein-Westfalen, dann Referent für Gemeinschaftsrecht und Menschenrechte im Bundesministeriums der Justiz, Mitarbeiter im Kabinett des dänischen Kommissionsmitglieds sowie anschließend in der Generaldirektion Binnenmarkt. Er wechselte dann als Referatsleiter für Strafrecht ins Bundesjustizministerium, wurde zum Leiter des Ministerbüros und schließlich Ministerialdirigenten der Unterabteilung Strafrecht. Der promovierte Kirschner war außerdem Lehrbeauftragter an der Universität des Saarlandes. Er war vom 25. September 1989 bis zu seinem Tod als einziger deutscher Richter am Europäischen Gericht erster Instanz tätig.